# Bumbasina

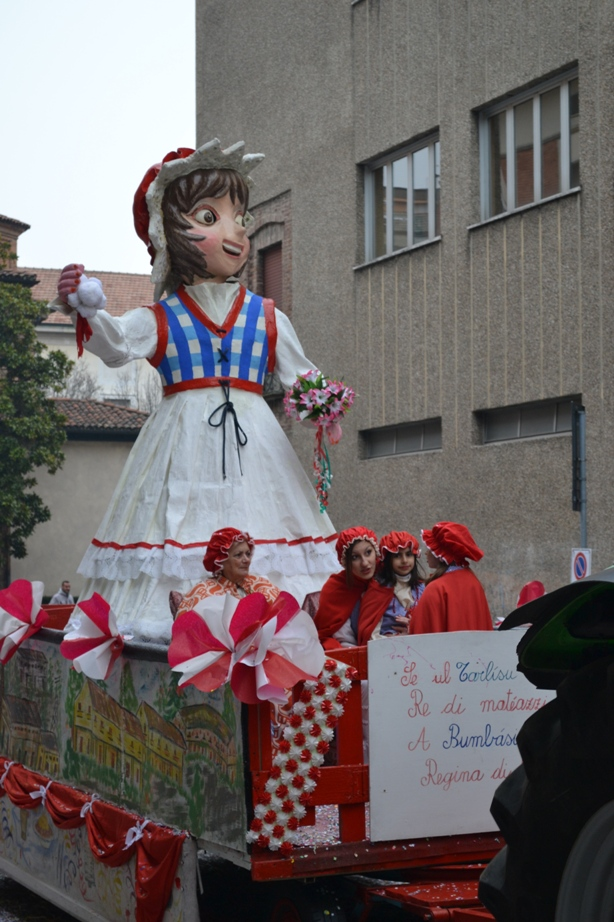
La Bumbasina nella sfilata 2018

La Bumbasina è, assieme al Tarlisu, una delle maschere tipiche della città di Busto Arsizio.

## Storia
L'ideatore delle maschere è stato Giovanni Sacconago, il patron del carnevale bustocco. È stata storicamente interpretata, tra gli altri, da Genny Cuccetti Castiglioni, scomparsa proprio dopo il termine della sfilata 2018 a causa di un malore.
La Bumbasina prende il nome da una stoffa grezza, la bombasina, inventata a Busto Arsizio nel Medioevo e famosa in tutte le corti d'Europa, in particolare in Germania. Veniva adibita alla fabbricazione di lenzuola, e divenne simbolo dell'attività dei cotonifici bustocchi.
La maschera è anche l'emblema della Bumbasina Run, una società podistica cittadina nata nel 2017.